# Berg-sur-Moselle
Berg-sur-Moselle är en kommun i departementet Moselle i regionen Grand Est (tidigare regionen Lorraine) i nordöstra Frankrike. Kommunen ligger i kantonen Cattenom som tillhör arrondissementet Thionville-Est. År 2022 hade Berg-sur-Moselle 457 invånare.

## Befolkningsutveckling
Antalet invånare i kommunen Berg-sur-Moselle
| Referens: INSEE |